# Téléporteur

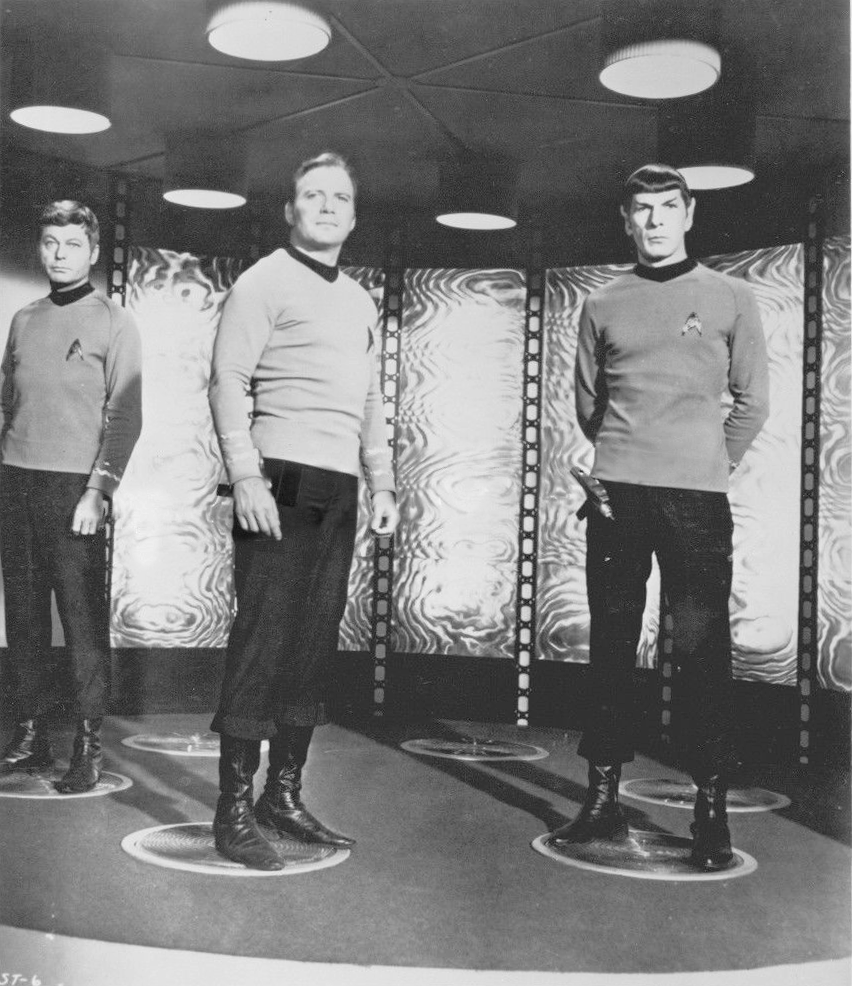
McCoy, Kirk et Spock dans le téléporteur.

Le téléporteur (parfois appelé « transporteur ») est une technologie de l'univers de Star Trek, qui est la seule série à avoir fait de la téléportation un moyen de transport courant.

## Principe
En théorie, le téléporteur scanne un objet et enregistre sa structure dans une « mémoire tampon », le désassemble en particules élémentaires, fait transiter ces particules le long d'un rayon d'énergie jusqu'à un endroit défini et les y rematérialise selon le schéma enregistré dans sa mémoire tampon. Les téléporteurs ont une portée limitée, et ne peuvent passer au travers d'un bouclier, même lorsque l'on en possède la fréquence.
Une téléportation s'effectue normalement depuis une plate-forme de téléportation vers une position donnée, ou depuis une position donnée vers une plate-forme de téléportation. Une téléportation site-à-site s'effectue depuis une position jusqu'à une autre position sans rematérialisation intermédiaire sur une plate-forme de téléportation. Cette manœuvre est coûteuse en énergie et n'est donc utilisée qu'en de rares occasions.

## Origine
Cette technologie, qui est devenue l'emblème de la série, ne doit son existence qu'à une question de budget : la série n'ayant pas les moyens de financer l'effet spécial consistant à faire atterrir puis redécoller une navette à chaque épisode, l'idée du téléporteur qui, du point de vue des effets spéciaux, n'est qu'un simple collage, était donc née.

## Épisodes
Mais comme souvent dans Star Trek, quand une bonne idée est lancée, elle est largement exploitée. Ainsi, ce qui n'était au début qu'un simple raccourci budgétaire est rapidement devenu le centre de plusieurs épisodes : accidents de téléporteurs qui dédoublent un personnage, ou qui l'envoient dans un univers parallèle, ou encore les codes de télétransportation comme le code 14, servant à détruire l'élément télétransporté (dans l'épisode de la série Star Trek : La Nouvelle Génération : Les Vacances du capitaine (Captain's Holiday)).